# Günter Tolar

Günter Tolar

Günter Tolar (* 9. Juli 1939 in Wels, Oberösterreich) ist ein österreichischer Schauspieler, Fernsehmoderator und Autor.

## Leben
Günter Tolar wuchs in Bad Wimsbach-Neydharting auf und besuchte dort die Volksschule. Die Familie übersiedelte 1949 nach Linz, wo er das Humanistische Gymnasium mit Latein, Griechisch und Englisch besuchte. In den letzten beiden Schuljahren war er auch im „Musischen Klub“ der Volkshochschule Linz aktiv. Der Leiter Robert Schollum prägte ihn spürbar und setzte ihn auch als Moderator bei Veranstaltungen und Konzerten ein. Nach seiner Matura 1957 zog er nach Wien und studierte ab September, jeweils mit dem Ziel Lehramt als Konzession an die Wünsche seiner Eltern, Musik an der Musikakademie sowie Germanistik und Geschichte an der Universität Wien. In den Jahren 1960/61 brach er die Studien nach und nach ab, war aktiv beim Verband Sozialistischer Studenten Österreichs tätig und gelangte über diverse Gelegenheitsarbeiten zum Theater. Zuerst war er Komparse im Theater in der Josefstadt und am Volkstheater und Bühnenarbeiter in der Wiener Volksoper. 1961 begann er dann als Regieassistent von Leon Epp am Volkstheater und arbeitete in der Folge als Assistent für die Gastregisseure des Hauses. Gleichzeitig studierte er bei Hans Normann Schauspiel am Prayner Konservatorium, was er 1963 mit Auszeichnung beendete.
Im selben Jahr übersiedelte Tolar an das Theater der Jugend und wurde entgegen den Versprechungen des Direktors, als Schauspieler oder Regieassistent arbeiten zu dürfen, „nur“ Inspizient. Als solcher arbeitete er auch zwei Jahre lang am neueröffneten Theater an der Wien, über das er Jahre später ein Buch verfasste. Ebenfalls 1963 trat Tolar in der kleinen Rolle eines Freiers in König Drosselbart unter der Regie von Otto Anton Eder erstmals im Fernsehen auf. Im Jahr darauf zog es ihn zum Kabarett, wo er zuerst mit Peter Lodynski und Miriam Dreifuß (* 1940) zusammenarbeitete. Bald schloss man sich mit der Grazer Gruppe Der Würfel zusammen, wo Kuno Knöbl und Dieter Gogg mitspielten, später auch Herwig Seeböck, ein Jahr lang Cissy Kraner und Hugo Wiener, als sie mit Karl Farkas zerstritten waren, und zuletzt auch Felix Dvorak. Die Aufführungen fanden im Keller des damaligen Café Savoy, Himmelpfortgasse 27, statt, und es wurden dort viele Fernsehsendungen unter dem Namen Würfel produziert beziehungsweise aufgezeichnet. Nebenbei wirkte Tolar auch schon bei den sogenannten „großen“ Sendungen von Heinz Conrads als Schauspieler mit.
Nachdem Kuno Knöbl 1967 Unterhaltungschef im ORF geworden war, holte er Tolar 1969 zum Fernsehen. Dann arbeitete dieser als ständiger freier Mitarbeiter beim ORF und wurde 1984 angestellt. In Österreich wurde er vor allem durch die Moderation der Quizsendungen Wer dreimal lügt (1973–1977), Rätselbox (1977–1980) und Made in Austria (1980–1992) und zuletzt durch Auftritte in der Comedy-Show Tohuwabohu (1990–1998) bekannt. Im Hintergrund wirkte er bei einer Unzahl von Sendungen mit wie beispielsweise Guten Abend am Samstag mit Heinz Conrads, Dalli Dalli, Musikantenstadl, Oh du mein Österreich, Das gabs nur einmal und schrieb unzählige Drehbücher zu den verschiedensten Sendungen. Zeitweise war er auch Sendungsverantwortlicher der Unterhaltungsabteilung beim ORF. Nach seiner Pensionierung war er noch von 2001 bis 2006 Mitglied im damals neu geschaffenen Publikumsrat. Seit seiner Pensionierung ist er auch Vorsitzender der Arbeitsgemeinschaft zur Förderung der musikalischen Unterhaltung in Österreich, deren Zweck es ist, alljährlich den Grand Prix der Volksmusik auszurichten. Und schon seit 1983 moderiert Tolar für den Verband Wiener Volksbildung das mehrmals im Jahr veranstaltete Quiz Wer weiß, gewinnt für Menschen ab 55, das auch in Radio Wien gesendet wird.
1991 nahm sich sein Mann Norbert (* 1945), mit dem er 15 Jahre lang zusammen gelebt hatte, aus Angst vor dem Ausbrechen von AIDS das Leben. In der Folge entschloss sich Günter Tolar zum öffentlichen Coming-out in der Zeitschrift News vom 17. Dezember 1992 und berichtete von seinem Schicksal. Da es das erste derartige Outing eines Prominenten in Österreich war, erregte es dementsprechendes Aufsehen, erreichte aber auch eine starke öffentliche Sensibilisierung. Er verarbeitete die in der Partnerschaft und mit dem Sterben seines Freundes gewonnenen Erfahrungen in Form des autobiografischen Romans Sein Mann (1993), der schnell in den Bestsellerlisten landete und sich fast ein halbes Jahr unter den Top Ten hielt. Er erhielt aber auch anonyme Drohungen, Schmähungen und einen mit 25. März 1993 datierten Brief seines Chefs, ORF-Generalintendant Gerd Bacher, dass „die öffentliche Zurschaustellung Ihres Intimlebens … die Öffentlichkeit anwidert … öffentliche Bekenntnisse prominenter ORF-Mitglieder über ihr Sexualleben sind … unerwünscht … somit ist für Ihr Verhalten – weil unternehmensschädigend – kein Platz … Ich wäre Ihnen sehr dankbar, wenn ich keine Gelegenheit zu weitergehenden Konsequenzen bekäme“. Eine offene Kündigungsandrohung, denn das Argument „unternehmensschädigend“ wäre Grund für eine fristlose Entlassung gewesen. Bacher blieb aber offensichtlich mit seiner Auslegung in der Unternehmensführung alleine, da nichts passierte und Tolar geregelt am 1. August 1999 in Pension ging. Zum Thema gleichgeschlechtliche Partnerschaft erschien von ihm auch noch Wer hat die Karten gemischt (1994) und zum Thema AIDS in der Gesellschaft Zur Hölle mit mir! (1999).

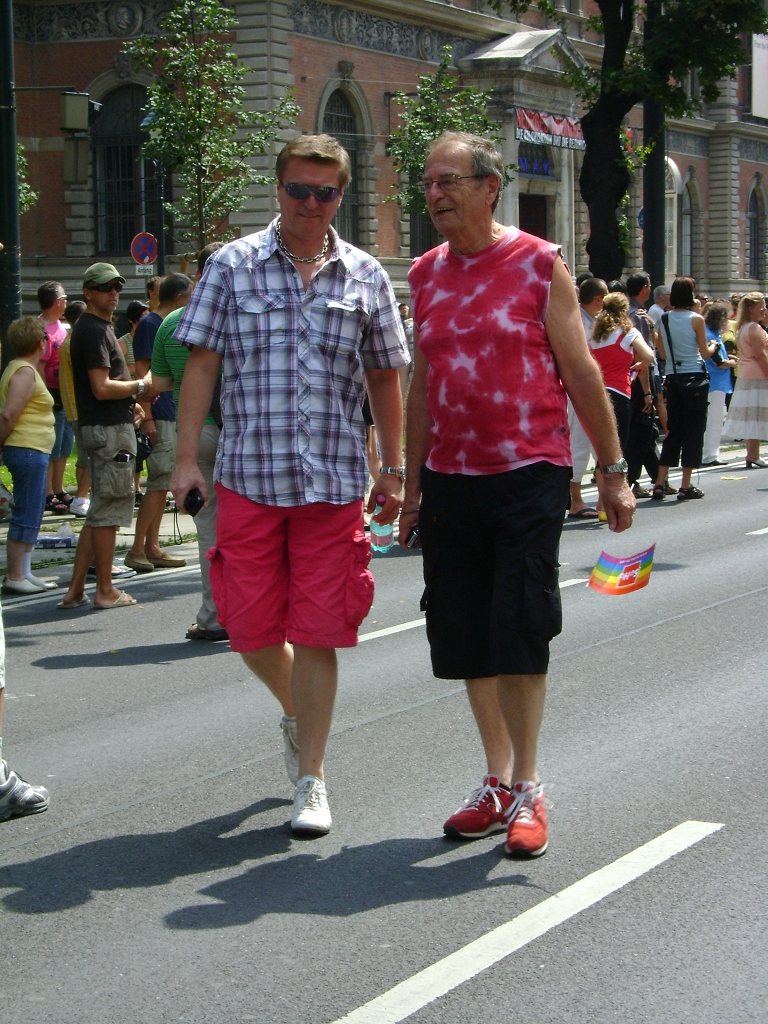
Tolar bei der Regenbogenparade 2009

Seitdem engagiert sich Tolar in der Öffentlichkeit für Homosexuelle und AIDS-Kranke. So gründete er den Soforthilfeverein Positiv Leben, der HIV-Positive und an AIDS Erkrankte in Notlagen mit kleinen Beträgen finanziell unterstützt. Ab der Mitte der 1990er bis 2005 existierte die Website Liberty Life, eine der ersten Beratungsseiten für HIV-Positive und an AIDS Erkrankte. Ab September 1999 war er Bundessprecher der SoHo, wurde im Juni 2000 Delegierter im Bundesparteivorstand der SPÖ, am 30. September 2000 der erste Bundesvorsitzende der SoHo und am 21. September 2001 auch Landesvorsitzender der neu gegründeten SoHo Wien. Am 24. November 2007 legte er seine Funktionen bei der SoHo nieder, in denen er „unermüdlich auf allen Ebenen bis hin zu den höchsten RepräsentantInnen der Republik Österreich unterwegs war, um die Anliegen von Lesben, Schwulen, Bisexuellen und Transgender-Personen mit hohem Maß an Fingerspitzengefühl, aber dennoch mit sanftem Druck und manchmal unkonventionellen Methoden einzufordern“.
Nach dem Tod seiner Mutter Martha (* 1909) im Jahre 1990 fand sein Bruder Gerhard (* 1944) zahlreiche bis dahin unbekannte Antwortschreiben von Behörden und Ämtern aus den Jahren 1933 bis 1949. Sie war mit Leib und Seele Lehrerin in Wels und erhielt von verschiedenen Seiten Auszeichnungen für ihre Verdienste. Bald nach dem Anschluss Österreichs im Jahre 1938 jedoch erhielt sie einen Dienstverweis, da sie jüdischer Mischling zweiten Grades war. Sein Vater Leopold (1910–1994, kaufmännischer Angestellter) wurde wegen des Krieges bald eingezogen, und so kämpfte sie, als Mutter erst eines und dann zweier Kinder, alleine um das Überleben der Familie und zog alle Register, um möglichst wieder unterrichten zu können. Ein Verleugnen des jüdischen Großvaters oder sich „arisch zu kaufen“ verabscheute sie jedoch. Nach Ende des Krieges konnte sie wieder in ihren Beruf einsteigen und erhielt schon 1946 wieder eine Auszeichnung. Später wurde sie auch Volksschuldirektorin. Über ihr Leben zwischen 1938 und 1945 wurde vorher nie in der Familie gesprochen. Die Brüder stöberten in Ämtern und Archiven nach den Gegenstücken der Briefe, lernten so ihre Mutter von einer neuen Seite kennen, und Günter stellte das 2005 erschienene Buch Direkt vom Herzen weg - eine Liebeserklärung zusammen. Der Titel entstammt einem ihrer Briefe, der sehr emotional gehalten ist: „Entschuldigen Sie, dass ich so fest aufdrücke, aber ich schreibe direkt vom Herzen weg …“
Seit 2006 steht der gelernte Schauspieler wieder auf der Bühne – im Herbst 2006 mit Waltraut Haas, Peter Lodynski unter anderem im Stück Wie kommt John Wayne ins Altersheim? am Gloria-Theater in Wien. 2007 ebenfalls am Gloria-Theater mit So schauts aus! und im Sommer 2007 beim Hexensommer Bucklige Welt in Bromberg (Niederösterreich). Im Frühjahr 2010 spielte er am Volkstheater Wien, im Sommer desselben Jahres war er bei den Winnetou-Festspielen Winzendorf in einer Hauptrolle zu sehen. 2011 verkörperte er die Madame Pernelle in Molières Tartuffe am Theater-Center Forum Wien, wirkte in zwei Filmen mit (Vielleicht in einem anderen Leben und Echte Wiener 2 – die Depperten und die Gspritzten). 2012 wieder im Theater-Center-Forum, 2013 wieder im Volkstheater (in den Bezirken) und im Theater-Center-Forum. Dazwischen immer wieder Gastrollen in diversen TV-Serien. 2023 trat er in der Operette „Frühjahrsparade“ von Robert Stolz im Stadttheater Baden in der Sommerarena als Kaiser auf.
Seit 2002 ist er mit seinem Mann Gerald (* 1962) zusammen, 2010 sind beide eine Eingetragene Partnerschaft eingegangen. Sie leben mit ihrer Hündin Nessy in Wien und Berndorf.
Obwohl er sich im tiefsten Inneren dem christlichen, speziell dem katholischen Kulturkreis zugehörig fühlt, trat er im Jänner 2006 nach reiflicher Überlegung aus der römisch-katholischen Kirche aus, da er sich durch das dezidierte Mitleid, mit dem man ihm laut Katechismus der Katholischen Kirche begegnen muss (KKK 2358), als bedauernswerter Mensch degradiert fühlt.

## Bücher
- 1984 Das große Rätselvergnügen, Kremayr & Scheriau
- 1991 So ein Theater. Die Geschichte des Theaters an der Wien, Ueberreuter-Verlag
- 1993 Sein Mann. Liebe, Aids und Tod, Edition Va Bene
- 1994 Wer hat die Karten gemischt?, Edition Va Bene
- 1995 Matteo - Eine Kriminalgeschichte ISBN 978-1-5078-5274-3
- 1998 Zur Hölle mit mir!, Kremayr & Scheriau
- 2004 Stefanie Hertel & Stefan Mross, Verlag 66
- 2005 Direkt vom Herzen weg. Eine Liebeserklärung, Czernin-Verlag, ISBN 3-7076-0054-8
- 2005 Mut zum Mut (über Hans R. Beierlein), Verlag 66
- 2007 Wo bleibt der Wurm? Schnurren und Anekdoten, Der Apfel, ISBN 3-85450-078-5
- 2013 Der Herzog, Historienroman, E-Book  bei Amazon
- 2014 Mein Mann (Originalversion von „Sein Mann“) - ISBN 978-1-5077-2022-6 und als E-Book
- 2014 Kreuzwege 1 - „Wen die Götter lieben“ Roman ISBN 978-1-5171-3980-3 und als E-Book
- 2015 Kreuzwege 2 - „Allianz des Schweigens“  Roman ISBN 978-1-5197-1887-7 und als E-Book
- 2016 Kreuzwege 3 - „Die Pfeile des Sebastian“   Roman ISBN 978-1-5308-6074-6 und als E-Book
- 2016 Kreuzwege 4 - „Überlebt“ - Roman ISBN 978-1-5427-2140-0
- EINE KRIMIREIHE, genannt nach ihrem Hauptdarsteller Dobler-Krimis. Alle als E-Books veröffentlicht bei Amazon (Kindle)
- 2003 Der Tänzer
- 2003 Zwei Leben
- 2003/2009 Gefallener Engel
- 2003/2009 Heilige Zeiten
- 2003/2009 Nilkreuzfahrt
- 2006 Moral mal zwei
- 2009 Trautes Heim
- 2012 Mann ohne Bedeutung
- 2019 „Zwischensumme 80 - Eine Abrechnung“
- 2022 "Alter Mann, was jetzt?" - Eine Chronik
- 2023 "Vom anderen Ufer" - Ein biografischer Roman

## Filmographie (Auswahl)
- 1992–1998: Tohuwabohu (TV-Serie)
- 2002: Haider lebt – 1. April 2021
- 2010: Echte Wiener 2 – Die Deppat’n und die Gspritzt’n
- 2010: Vielleicht in einem anderen Leben
- 2020: Fabiu
- 2022: Landkrimi – Zu neuen Ufern (Fernsehreihe)
- 2024: Im Haus der alten Augustin
- 2024: 80 Plus (Alternativtitel Toni und Helene)

## Auszeichnungen
- Silbernes Ehrenzeichen für Verdienste um die Republik Österreich
- Goldenes Verdienstzeichen des Landes Wien
- Goldenes Ehrenzeichen für Verdienste um das Land Wien
- Golden Red Ribbon
- 2021 „Best Actor“ beim 39. Sulmona Int. Filmfestival für den Film „Fabiu“
- 2021 „Best Actor“ beim 10. Mallorca Int. Filmfestival für den Film „Fabiu“
- 2023 Viktor-Adler-Plakette der SPÖ
- 2024 "Queer-Legend-Award 2024"
- 2024 Großes Ehrenzeichen für Verdienste um die Republik Österreich